# Geaya
Genre
Synonymes
- Embrikia Roewer, 1910

Geaya est un genre d'opilions eupnois de la famille des Sclerosomatidae.

## Distribution
Les espèces de ce genre se rencontrent en Amérique.

## Liste des espèces
Selon World Catalogue of Opiliones (10/05/2021) :
- Geaya aenescens Roewer, 1910
- Geaya annulipes (Banks, 1909)
- Geaya areolata Roewer, 1953
- Geaya argentatra Roewer, 1953
- Geaya atrolutea Roewer, 1910
- Geaya atrospinulosa Roewer, 1957
- Geaya aureobrunnea Roewer, 1953
- Geaya aureolucens Roewer, 1953
- Geaya auriscutata Roewer, 1963
- Geaya auroephippiata Roewer, 1956
- Geaya auruginia Goodnight & Goodnight, 1942
- Geaya belizensis Goodnight & Goodnight, 1947
- Geaya benedictina Roewer, 1953
- Geaya bicornuta Mello-Leitão, 1939
- Geaya bimaculata Caporiacco, 1938
- Geaya bipectinata Roewer, 1953
- Geaya bivittata Mello-Leitão, 1940
- Geaya boliviana Roewer, 1953
- Geaya brevipes (Roewer, 1915)
- Geaya brunea Mello-Leitão, 1941
- Geaya centralis Roewer, 1953
- Geaya chamberlini Roewer, 1953
- Geaya cornelii Roewer, 1953
- Geaya coxalis Roewer, 1953
- Geaya crucicolorata Roewer, 1953
- Geaya cuprinitens Roewer, 1957
- Geaya davisi Goodnight & Goodnight, 1942
- Geaya decorata Roewer, 1953
- Geaya elegans Roewer, 1925
- Geaya ephippiata Roewer, 1915
- Geaya esperanza Goodnight & Goodnight, 1942
- Geaya evidens Roewer, 1963
- Geaya exlineae Roewer, 1953
- Geaya fasciata Roewer, 1953
- Geaya femoralis Roewer, 1953
- Geaya funerea Caporiacco, 1951
- Geaya gertschi Roewer, 1953
- Geaya goodnighti Roewer, 1953
- Geaya grandis Roewer, 1953
- Geaya haitiensis Goodnight & Goodnight, 1943
- Geaya ibarrana Roewer, 1953
- Geaya illudens Mello-Leitão, 1946
- Geaya inermis Mello-Leitão, 1939
- Geaya insularis Roewer, 1953
- Geaya jamaicana Roewer, 1953
- Geaya lineata Goodnight & Goodnight, 1953
- Geaya maculatipes (Roewer, 1916)
- Geaya magna Roewer, 1953
- Geaya marginata Roewer, 1953
- Geaya mediana Roewer, 1953
- Geaya monticola (Chamberlin, 1916)
- Geaya nigricoxa (Roewer, 1910)
- Geaya nigriventris Mello-Leitão, 1941
- Geaya nigromaculata Roewer, 1910
- Geaya opaca Roewer, 1953
- Geaya ortizi Roewer, 1957
- Geaya parallela Roewer, 1953
- Geaya plana Goodnight & Goodnight, 1942
- Geaya plaumanni Roewer, 1953
- Geaya pulchra Roewer, 1953
- Geaya punctulata Roewer, 1953
- Geaya quadrimaculata Roewer, 1953
- Geaya recifea Roewer, 1953
- Geaya reimoseri Roewer, 1933
- Geaya sandersoni Goodnight & Goodnight, 1947
- Geaya scrobiculata Roewer, 1953
- Geaya speciosa Roewer, 1953
- Geaya spinipalpis Mello-Leitão, 1940
- Geaya splendens Roewer, 1953
- Geaya striata Roewer, 1953
- Geaya tampicona Roewer, 1953
- Geaya tezonapa Goodnight & Goodnight, 1947
- Geaya thoracica Roewer, 1953
- Geaya tibialis Roewer, 1953
- Geaya unicolor Roewer, 1910
- Geaya variegata Mello-Leitão, 1939
- Geaya ventralis Roewer, 1953
- Geaya viridinitens Roewer, 1953
- Geaya vivida Goodnight & Goodnight, 1942
- Geaya wenzeli Goodnight & Goodnight, 1947
- Geaya werneri Roewer, 1953
- Geaya yucatana Goodnight & Goodnight, 1947

## Publication originale
- Roewer, 1910 : « Revision der Opiliones Plagiostethi (= Opiliones Palpatores). I. Teil: Familie der Phalangiidae. (Subfamilien: Gagrellini, Liobunini, Leptobunini). » Abhandlungen aus dem Gebiete der Naturwissenschaften, herausgegeben vom Naturwissenschaftlichen Verein in Hamburg, vol. 19, p. 1–294.